# Der Junge, der rennt
Der Junge, der rennt ist das zweite Studioalbum des deutschen Popsängers Max Giesinger. Es wurde am 8. April 2016 unter dem Label BMG veröffentlicht und enthält 13 Titel.

## Hintergrund
Nachdem Giesinger 2014 sein erstes Album Laufen lernen veröffentlicht hatte, begann er mit den Arbeiten an einem neuen Album. Die erste Single 80 Millionen wurde in Deutschland zu einem Top-10-Hit. Die Veröffentlichung des Albums erfolgte am 8. April 2016. In Deutschland stieg das Album auf Platz 20 in die Albumcharts ein. Durch die dritte Single Wenn sie tanzt wurde Giesinger auch in Österreich und in der Schweiz bekannter. Das Lied Ins Blaue nahm er mit der deutschen Sängerin Elif auf. Die meisten Lieder schrieb er mit Jens Schneider zusammen.

## Titelliste
| Nr.          | Titel                        | Autor(en)                                                            | Länge |
| ------------ | ---------------------------- | -------------------------------------------------------------------- | ----- |
| 1.           | Barfuß und allein            | Max Giesinger, Jens Schneider                                        | 3:42  |
| 2.           | Roulette                     | Giesinger, Schneider                                                 | 3:27  |
| 3.           | 80 Millionen                 | Giesinger, Alexander Zuckowski, Martin Fliegenschmidt, David Jürgens | 3:35  |
| 4.           | Ins Blaue (featuring Elif)   | Giesinger, Schneider, Mia Aegerter                                   | 3:16  |
| 5.           | Wenn sie tanzt               | Giesinger, Schneider, Martin Haller                                  | 3:33  |
| 6.           | Nicht so schnell             | Giesinger, Schneider, Julian Schwizler                               | 3:20  |
| 7.           | Für dich, für mich           | Giesinger, Johannes Butzer, Johannes Falk                            | 4:01  |
| 8.           | Die guten Tage strahlen      | Giesinger, Schneider                                                 | 3:27  |
| 9.           | Nicht anders gelernt         | Giesinger, Jan Platt, Steffen Graef                                  | 3:07  |
| 10.          | In Balance                   | Giesinger, Schneider                                                 | 3:15  |
| 11.          | Vielleicht im nächsten Leben | Giesinger, Zuckowski, Fliegenschmidt, Jürgens                        | 3:22  |
| 12.          | Melancholiker                | Giesinger, Schneider                                                 | 3:21  |
| 13.          | Der Junge, der rennt         | Giesinger, Alex Knolle                                               | 3:23  |
| Gesamtlänge: | Gesamtlänge:                 | Gesamtlänge:                                                         | 44:49 |

## Kommerzieller Erfolg

### Chartplatzierungen
In Deutschland erreichte das Album Platz 17 der Charts und verblieb insgesamt 94 Wochen in den Charts. In Österreich war das Album nur insgesamt sechs Wochen in den Charts und konnte sich dort nur auf Rang 41 platzieren. In der Schweiz konnte es sich auf Rang 27 platzieren und blieb 18 Wochen in den Charts.
| ChartsChartplatzierungen | Höchstplatzierung | Wochen |
| ------------------------ | ----------------- | ------ |
| Deutschland (GfK)        | 17 (94 Wo.)       | 94     |
| Österreich (Ö3)          | 41 (6 Wo.)        | 6      |
| Schweiz (IFPI)           | 27 (18 Wo.)       | 18     |

| ChartsJahrescharts (2016) | Platzierung |
| ------------------------- | ----------- |
| Deutschland (GfK)         | 71          |

### Auszeichnungen für Musikverkäufe
| Land/Region        | Auszeichnungen für Musikverkäufe (Land/Region, Auszeichnung, Verkäufe) | Verkäufe |
| ------------------ | ---------------------------------------------------------------------- | -------- |
| Deutschland (BVMI) | Platin                                                                 | 200.000  |
| Insgesamt          | 1× Platin ·                                                            | 200.000  |